# Lac La Flippe
Pour les articles homonymes, voir La Flippe.
Le lac La Flippe est un plan d'eau douce situé dans le territoire de la ville de Baie-Saint-Paul, dans la municipalité régionale de comté de Charlevoix, dans la région administrative de la Capitale-Nationale, dans la province de Québec, au Canada.
Le lac La Flippe constitue le plan d'eau de tête du bras du Nord-Ouest. Ce lac encastré entre deux montagnes est entièrement situé en zone où la foresterie a toujours été l'activité économique prédominante. Au milieu du XIXe siècle, les activités récréotouristiques ont pris de l'essor. Ce lac est normalement gelé du début de décembre jusqu'au début d'avril; toutefois la circulation sécuritaire sur la glace se fait généralement de la mi-décembre jusqu'à la fin mars.[réf. nécessaire]
Des routes forestières secondaires reliées à l'est à la route 138 desservent la partie Est du bassin versant du lac La Flippe.

## Géographie
Situé en zone forestière dans le territoire de Baie-Saint-Paul, le lac La Flippe (longueur: 1,4 km; altitude: 684 m) est situé sur le versant ouest de la vallée de la rivière du Gouffre et sur la rive nord-ouest du fleuve Saint-Laurent. Le lac La Flippe s'avère le lac de tête du bras du Nord-Ouest. Ce plan d'eau est bordé par des marais sur les rives nord et sud. L'embouchure de ce lac est située à:
- 2,4 km au nord-ouest du lieu-dit « La Barrière » situé le long de la route 138;
- 1,7 km à l'ouest d'un sommet de montagne (altitude: 831 m);
- 7,6 km au sud-ouest du centre du village de Petite-Rivière-Saint-François;
- 4,3 km au nord-est d'une courbe de la rivière Sainte-Anne;
- 19,0 km au sud de l'embouchure du Bras du Nord-Ouest (confluence avec la rivière du Gouffre), soit au centre-ville de Baie-Saint-Paul;
- 7,8 km à l'ouest de la rive nord-ouest du fleuve Saint-Laurent[1].

À partir de l'embouchure du Lac La Flippe, le courant suit sur 27,7 km le cours du bras du Nord-Ouest; puis sur 3,2 km avec une dénivellation de 6 m en suivant le cours de la rivière du Gouffre laquelle se déverse à Baie-Saint-Paul dans le fleuve Saint-Laurent.

## Toponymie
Le nom du lac sur un brouillon de la carte de Maillard[Quoi ?] de 1959. Une enquête toponymique de 1996 fait remonter l'usage de ce nom à au moins 1936. Le lac est aussi connu sous les noms de lac Lavoie, lac Laflippe et lac la Flippe. Le toponyme « Lac La Flippe » a été officialisé le 5 décembre 1968.